# Peromyia albicornis
Peromyia albicornis är en tvåvingeart som först beskrevs av Johann Wilhelm Meigen 1830.  Peromyia albicornis ingår i släktet Peromyia och familjen gallmyggor. Arten är reproducerande i Sverige. Inga underarter finns listade i Catalogue of Life.